# Vittaria lineata
Vittaria lineata là một loài dương xỉ trong họ Pteridaceae. Loài này được L. Sm. mô tả khoa học đầu tiên năm 1793.

## Hình ảnh

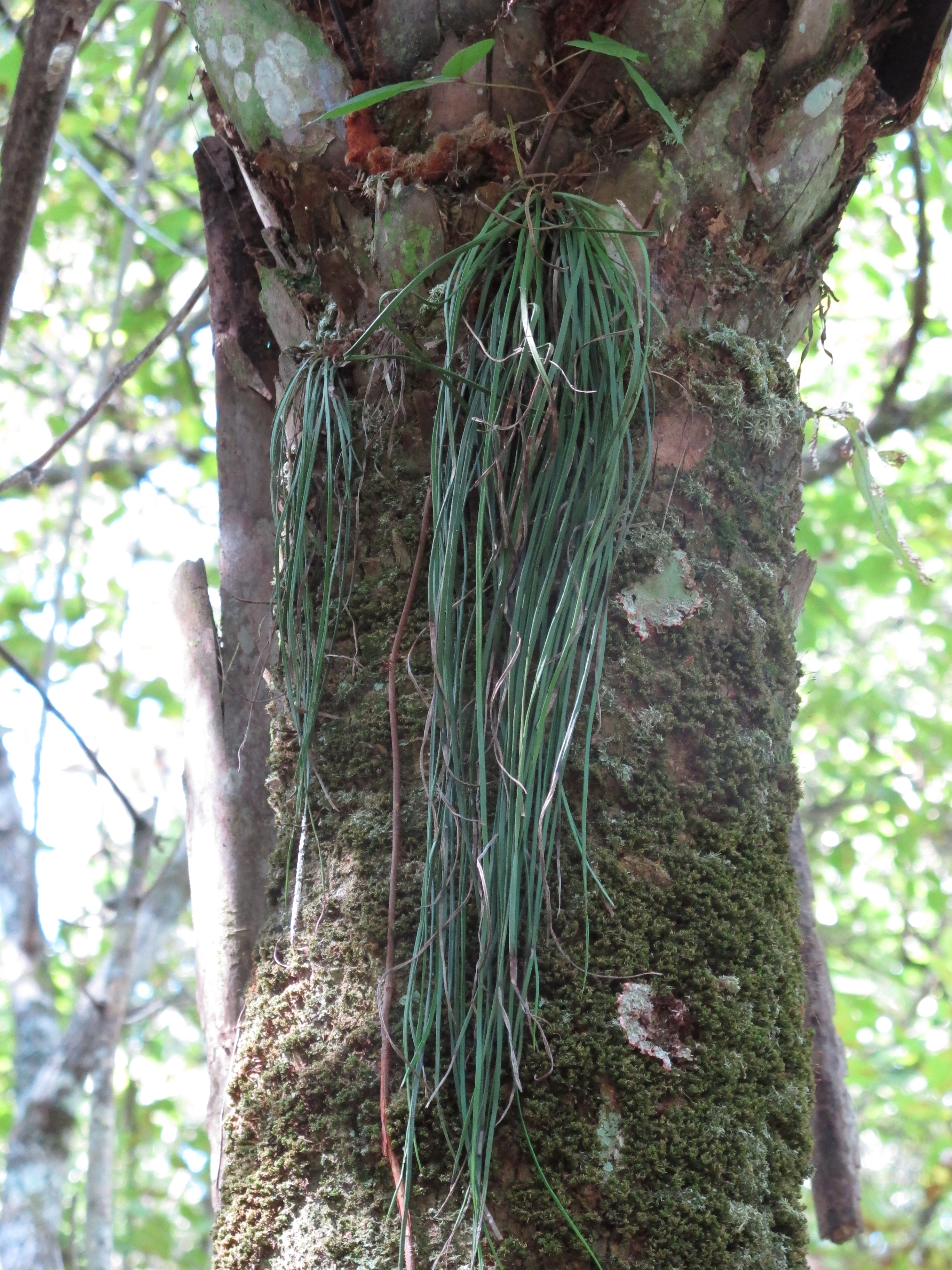
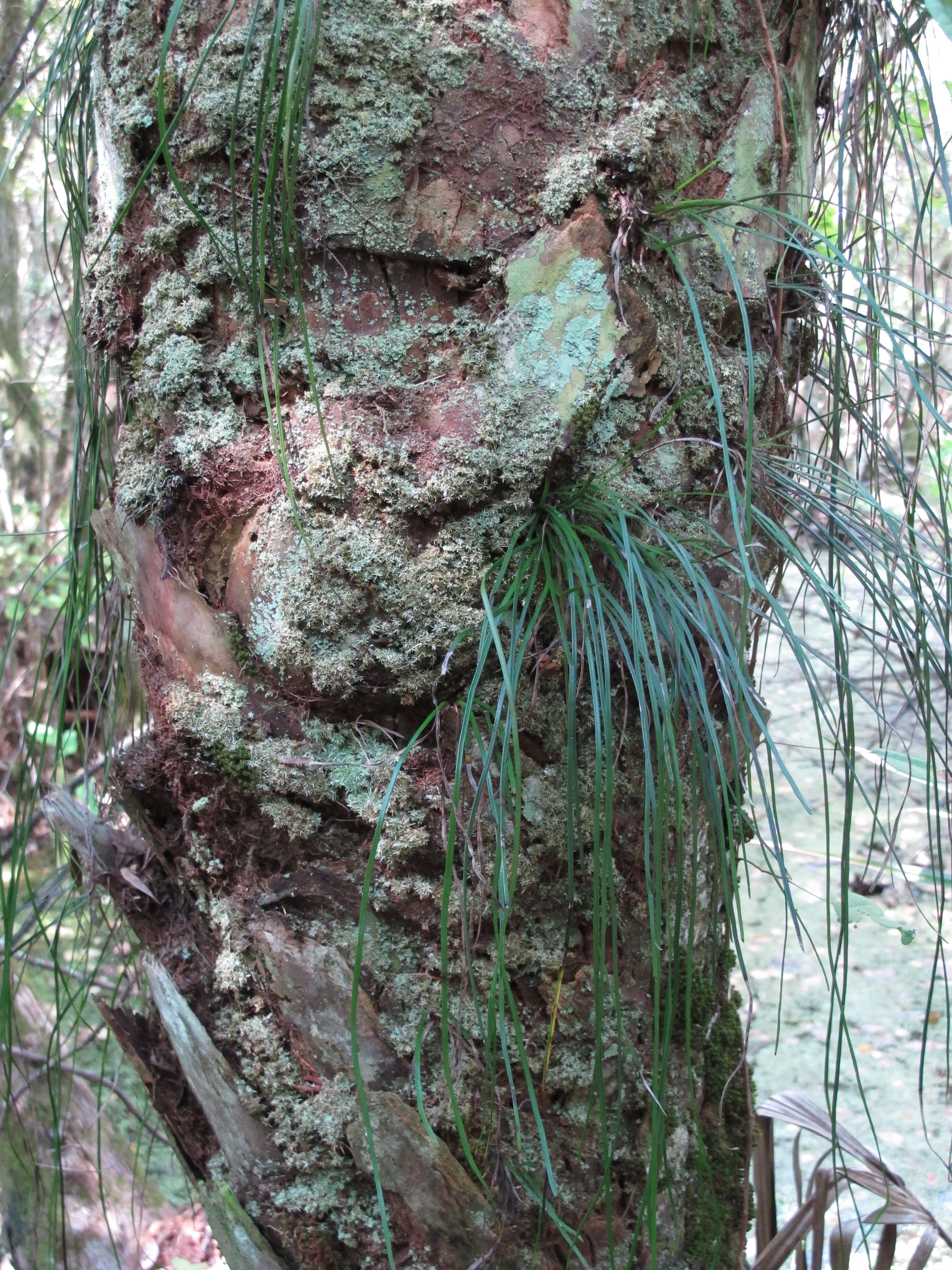
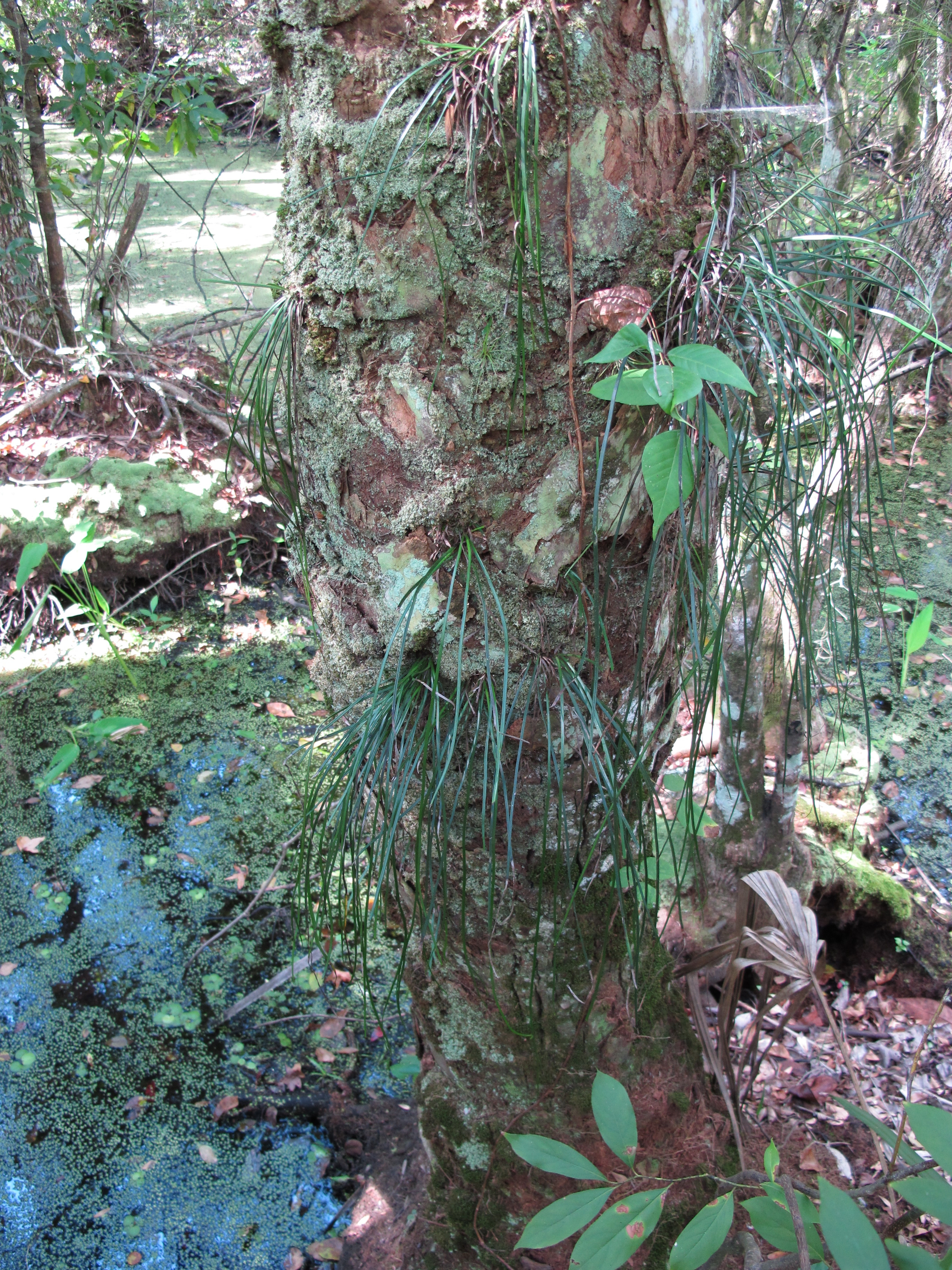
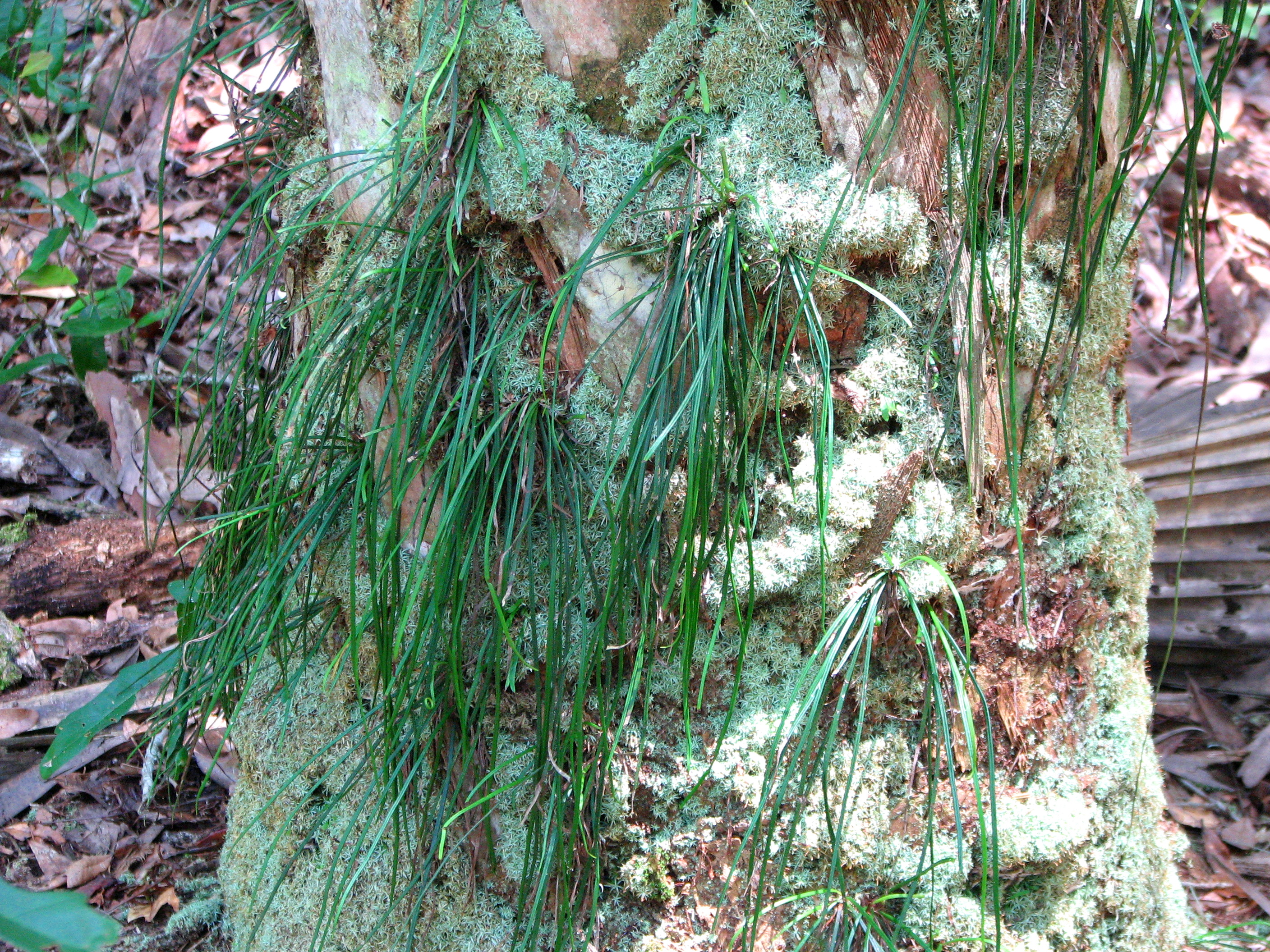